# Пискуха чорна
Пискуха чорна — вид Зайцеподібних гризунів родини Пискухові (Ochotonidae).

## Поширення
Ендемік Китаю. Відомий тільки з околиць типової місцевості Піянма, Юньнань на 3200 м.

## Загрози і збереження
Не відомо, чи Ochotona nigritia піддається будь-яким серйозним загрозам. У Китаї цей вид регіонально оцінюється як той, що знаходяться під загрозою зникнення.